# هشام یکم، امیر قرطبه
هشام یکم یا هشام الرضا (عربی: هشام بن عبد الرحمن الداخل) دومین خلیفه اموی در امارت قرطبه، میان سنوات ۷۸۸ تا ۷۹۶ در اندلس اسلامی بود.
هشام ۲۶ آوریل ۷۵۷ در کوردوبا (اسپانیا) زاده شد. او پسر ارشد عبدالرحمن داخل و همسرش، حلول، بود.